# Bestaansmiddelen
Om te overleven bedient de mens zich van bestaansmiddelen, waarmee voedsel, kleding, onderdak en andere, primaire en hogere, levensbehoeften geproduceerd worden.

## Sectoren
Een bestaansmiddel kan een materieel of immaterieel goed zijn. De productie van bestaansmiddelen kan worden onderverdeeld in sectoren van de economie, de primaire sector (landbouw enzovoorts), de secundaire sector (industrie) en de tertiaire sector (diensten).

### Primaire sector
Tot de primaire sector oftewel de landbouwsector behoren de bestaansmiddelen die hun producten regelrecht uit de natuur halen. Dat zijn de landbouw, de jacht, de bosbouw, de visserij en de delfstofwinning - in België wordt de delfstofwinning niet tot de primaire maar secundaire sector gerekend. De producten uit de primaire sector zijn meestal niet direct geschikt voor gebruik. 

### Secundaire sector
De bedrijfstakken die voor verwerking van die producten zorgen, behoren tot de secundaire sector oftewel de industriesector. Die verwerking gebeurt vooral in de industrie. Tot de secundaire sector behoren ook de ambachten, bouwnijverheid, en de elektriciteits-, gas- en waterleidingbedrijven.

### Tertiaire sector
De tertiaire sector bestaat uit bedrijven die diensten verlenen. Een andere naam is dan ook de dienstensector. Hier vallen winkels, de horeca, IT-dienstverlening, maar ook theaters, notarissen enzovoorts onder. Er wordt vaak onderscheid gemaakt tussen overheids- en commerciële diensten. Overheidsdiensten zijn ambtenaren en over het algemeen worden ambtenaren niet mensen genoemd die in de tertiaire sector werken. Officieel zitten ze wel in de tertiaire sector. Door outsourcing komt werk uit de secundaire in de tertiaire sector terecht.

### Quartaire sector
Soms noemt men de niet-commerciële dienstensector de quartaire sector. Hier vallen collectief betaalde dienstverleners onder zoals universiteiten, niet-geprivatiseerde ziekenhuizen, kerken, brandweer, politie, milieucentra enzovoorts.

## Historische ontwikkeling
Ruwweg kwamen de sectoren in dezelfde volgorde tot bloei.